# Taiwanstraße
Die Taiwanstraße (chinesisch 臺灣海峽 / 台湾海峡, Pinyin Táiwān Hǎixiá), historisch auch Formosastraße (福爾摩沙海峽 / 福尔摩沙海峡,  Fú’ěrmóshā Hǎixiá) genannt, ist die 180 Kilometer breite Meerenge zwischen der chinesischen Provinz Fujian im Westen und der Insel Taiwan (von portugiesischen Seefahrern Formosa, „die Schöne Insel“ genannt) im Osten, die das Ostchinesische Meer im Norden und das Südchinesische Meer im Süden verbindet.

## Geographische Bedeutung
Die Taiwanstraße ist eine der am dichtesten befahrenen Wasserstraßen der Welt – Containerverkehr entlang der chinesischen Küste, auf der zusätzlich viele Fischerboote unterwegs sind. Im Rahmen der Öffnungspolitik unter Deng Xiaoping begannen Fischer auf beiden Seiten mit einem regen Schmuggel. Seit dem Ende des 20. Jahrhunderts kommen Hunderttausende Taiwaner als Touristen, zu Familienbesuchen und als Investoren nach Fujian.
In der Taiwanstraße befinden sich einige in Betrieb oder im Bau befindliche Offshore-Windparks wie Longyuan Putian Nanri Island, Putian Pinghai Bay oder Formosa.
Geostrategisch ist die Taiwanstraße von Bedeutung, da sie die Republik China (Taiwan) von der Volksrepublik China auf dem Festland trennt. In den 1950er Jahren bestand hier die Gefahr einer militärischen Auseinandersetzung zwischen der Volksrepublik China auf der einen Seite und der Republik China (Taiwan) im Bündnis mit den Vereinigten Staaten auf der anderen Seite. Mao Zedong ließ die in Sichtweite vor der Küste Fujians liegende, aber von Taiwan aus verwaltete Insel Kinmen bombardieren.

## Völkerrechtliche Situation
Die USA und viele andere Länder betrachten die Schifffahrtsroute durch die Taiwanstraße als internationales Gewässer, das allen offensteht. Sie berufen sich dabei auf internationales Völkerrecht, wonach nach dem Seerechtsübereinkommen der Vereinten Nationen von 1982 (VN-Seerechtsübereinkommen – SRÜ), dem auch China 1996 beigetreten ist, Seegebiete außerhalb der 12-Meilenzone nicht mehr zum Hoheitsgebiet angrenzender Staaten gehören.
China sieht Taiwan und die umliegenden Gewässer als sein Hoheitsgebiet an und tritt zunehmend aggressiver gegenüber Taiwan auf, unter anderem durch Androhung der gewaltsamen Annexion der Insel (siehe Taiwan-Konflikt). Mit der Entsendung einer Rekordzahl chinesischer Kampfflugzeuge in Taiwans (selbsterklärter und die gesamte Taiwanstraße umfassender) Air Defense Identification Zone im Oktober 2021 hat China seine aggressive Drohkulisse in der Taiwanstraße noch einmal massiv verstärkt.
Um den völkerrechtlichen Anspruch auf die Taiwanstraße als internationales Gewässer zu untermauern, passieren seit Jahrzehnten immer wieder Kriegsschiffe der USA und ihrer Verbündeten (Frankreich, Großbritannien) die Taiwanstraße. Diese Freedom of Navigation-Fahrten werden von China als Akt der Provokation zunehmend kritisiert.
Angesichts der Zuspitzung dieses Konflikts ab 2010 haben die USA die Free and Open Indo-Pacific-Initiative gegründet, um möglichen Einschränkungen der internationalen Handelsschifffahrt durch China nicht nur in der Taiwanstraße entgegenzutreten.
Mit der Entsendung der deutschen Fregatte Bayern ist 2021 die Bundesmarine erstmals seit 20 Jahren im Indopazifik vertreten, allerdings ohne die Taiwanstraße zu passieren. Die erste tatsächliche Durchfahrt der Bundesmarine wurde im September 2024 durchgeführt, wobei die Fregatte Baden-Württemberg und das Versorgungsschiff Frankfurt am Main die Straße passierten.

## Anmerkung
1. ↑  Die alternative Langzeichenschreibung im Alltag für die Taiwanstraße als 台灣海峽,  Táiwān Hǎixiá ist auch gebräuchlich.